# اینگریا
اینگریا (به ایتالیایی: Ingria) یک کومونه در ایتالیا است که در استان تورین واقع شده‌است.

## خصوصیات
اینگریا ۱۴٫۵ کیلومترمربع مساحت و ۴۶ نفر جمعیت دارد.